# New Zealand State Highway 95
Der New Zealand State Highway 95 (auch State Highway 95 oder in Kurzform SH 95) ist eine Fernstraße von nationalem Rang auf der Südinsel von Neuseeland, die 2013 diesen Rang zugesprochen bekam.

## Strecke
Der SH 95 zweigt bei der Stadt Te Anau vom New Zealand State Highway 94 ab, der von Queenstown kommend am Lake Te Anau nach Norden abknickt, während der SH 95 nach Süden zur Ortschaft Manapouri am Lake Manapouri führt. Dabei verläuft er weitgehend nahe dem linken Flussufer des Waiau River, der den Hauptabfluss beider Seen darstellt.